# Wysoki Duże
Wysoki Duże – wieś w Polsce położona w województwie świętokrzyskim, w powiecie staszowskim, w gminie Bogoria.
W latach 1975–1998 miejscowość administracyjnie należała do województwa tarnobrzeskiego.

## Dawne części wsi – obiekty fizjograficzne
W latach 70. XX wieku przyporządkowano i opracowano spis lokalnych części integralnych dla Wysok Dużych zawarty w tabeli 1.

| Nazwa wsi – miasta    | Nazwy części wsi – miasta | Nazwy obiektów fizjograficznych – charakter obiektu                                                                                                |
| --------------------- | ------------------------- | --- |
| I. Gromada SZCZEGLICE |                           | |
| 1. Wysoki Duże        | —                         | 1. Bugajówka — pole 2. Dworskie — pole 3. Góra — pole 4. Kobiałki — pole, doły 5. Ku Szczeglicom — pole 6. Wyrwane Doły — pole, doły 7. Zok — pole |

## Historia
Według Jana Długosza (Długosz, L.B., I, 318, 319, II, 332, 333) w XV wieku rozróżniano cztery wsie o nazwie Wysokie: prima, secunda, tertia i quarta alias Mała Wieś. W połowie XV wieku wieś Wysokie tertia (Wielkie), znajdowała się w parafii Szczeglice i liczyła 9 łanów kmiecych, karczmę oraz zagrodnika z rolą, z których płacono dziesięcinę archidiakonii sandomierskiej, w wysokości 10 grzywien. Folwark rycerski dawał dziesięcinę plebanowi w Szczeglicach. Właścicielami wsi byli Biszowski i Prandota herbu Nieczuja i Odrowąż oraz Jakub Jaguszewski herbu Habdank.
W 1578 roku miejscowość Wysokie major należała do parafii w Kiełczynie i była własnością Sebastyana Lipnickiego, który płacił wówczas podatek od 9 osadników, dwóch i pół łana, 6 zagrodników z rolą i 3 rzemieślników.
Miejscowość w XVI wieku nazywała się Wysokie Duże. W 1895 roku nosiła nazwę Wysoki Duże, zaś wcześniej Wysoczki Duże. W rejestrze poborowym powiatu sandomierskiego z 1629 roku wymieniona jako Wysoki Wielkie. Właścicielem wsi był wówczas Jan Lipnicki.
Pod koniec XIX wieku wieś z folwarkiem należała do ówczesnego powiatu sandomierskiego, gminy Górki i parafii Szczeglice. W 1827 roku wieś i folwark liczyły 18 domów i 100 mieszkańców, zaś w 1895 roku 36 domów i 208 mieszkańców. Folwark Wysoki Wielkie liczył w 1880 roku 209 mórg, z czego 116 gruntów ornych i ogrodniczych, 11 łąk, 51 pastwisk, 20 lasu i 12 nieużytków. Stosowano płodozmian 9-polowy. Znajdowało się w nim 9 budynków drewnianych. W 1895 roku Wysoki Duże obejmowały 138 mórg ziemi dworskiej i 206 mórg ziemi włościańskiej.